# Invidia
Invidia, na mitologia romana, era o senso da inveja ou ciúme, que podia ser personificada por propósitos estritamente literários, como uma deusa. Os romanos usavam o termo invidia para cobrir o alcance de dois termos gregos: nêmesis (indignação em sucesso desmerecido) e Ftono (inveja). Invidia é um dos sete pecados capitais, e torna-se mais concreta na tardia iconografia gótica e do Renascimento.